# Adamstown (Wexford)
Adamstown es una localidad situada en el condado de Wexford, Irlanda. Según el censo de 2022, tiene una población de 332 habitantes.
Está ubicada al sureste del país, cerca de la cadena de las montañas de Blackstairs y de la costa del mar de Irlanda.